# Prohierodula brunnea
Prohierodula brunnea är en bönsyrseart som beskrevs av Scott LaGreca 1956. Prohierodula brunnea ingår i släktet Prohierodula och familjen Mantidae. Inga underarter finns listade i Catalogue of Life.